# Benfica (Cruzeiro)
Ne doit pas être confondu avec Benfica (Santa Margarida).
Pour les articles homonymes, voir Benfica (homonymie).
Benfica (ou Bemfica) est une localité de Sao Tomé-et-Principe située au nord de l'île de São Tomé, dans le district de Mé-Zóchi, à l'ouest de Cruzeiro. C'est une ancienne roça.

## Population
Lors du recensement de 2012, 20 habitants y ont été dénombrés.

## Roça
C'est une petite roça assez simple, à gestion familiale. Sa casa principal en bois est très endommagée.

Photographies et croquis réalisés en 2011 mettent en évidence la disposition des bâtiments, leurs dimensions et leur état à cette date.